# 6つの弦楽のためのソナタ (ロッシーニ)
『6つの弦楽のためのソナタ』（むっつのげんがくのためのソナタ、伊: Sei sonate a quattro）は、ジョアキーノ・ロッシーニが作曲した、擦弦楽器のための6曲のソナタ集である。作曲者の少年時代に書かれた作品で、前世代の古典的な型を意識しながらも後年の変化の予兆がみられ、またすでに旋律の才を見せている。

## 構成
全6曲存在する。各曲はすべて長調で書かれ、急-緩-急の3楽章構成をとる。演奏時間はそれぞれ11分から16分程度。
- 第1番

ト長調である。
1. モデラート
2. アンダンティーノ
3. アレグロ

- 第2番

イ長調である。
1. アレグロ
2. アンダンテ
3. アレグロ

- 第3番

ハ長調である。
1. アレグロ
2. アンダンテ
3. モデラート

- 第4番

変ロ長調である。
1. アレグロビバーチェ
2. アンダンテ
3. アレグレット

- 第5番

変ホ長調である。
1. アレグロビバーチェ
2. アンダンティーノ
3. アレグレット

- 第6番

ニ長調である。
1. アレグロスピリトーゾ
2. アンダンテアッサイ
3. テンペスタ（アレグロ）

## 編成
ヴァイオリン2本、チェロ、コントラバス

## 歴史

### 作曲の経緯
ロッシーニは、1804年の夏にラヴェンナに滞在しており、そこで6つのソナタを作曲した。ロッシーニは当時12歳で、アマチュアのコントラバス愛好家のアゴスティーニ・トリオッシ (Agostini Triossi) の家に住んでいた。ソナタでコントラバスが目立っているのは、トリオッシの影響によるものと思われる。後年にロッシーニは、「6つのひどいソナタ」を3日のうちに仕上げたと回想している。
1823年から1824年にかけ、一般的な弦楽四重奏曲の編成に改められてパリで出版された。1825年ごろに第3番を除いた5つがリコルディから発表されたのが初出版ともされる。ロンドンでも出版されたほか、アマチュアによる演奏を見込んで、ピアノ独奏や、フルート、ヴァイオリン、ヴィオラ、チェロ、もしくはフルート、クラリネット、ファゴット、ホルンといった編成への編曲も作られた。

### 楽譜の行方
しかし、最終的にソナタの所在は謎に包まれ、研究者たちはそれらが失われたと推測していた。1942年、リコルディが出版した楽譜が再び発見され、1954年にロッシーニのオリジナルの譜面がアメリカ議会図書館で発見された。